# Алгезиметр
Алгези́метр (от греч. algos — боль и metron — мера), в медицине прибор для количественной оценки болевой чувствительности.
Мерилом чувствительности служит груз, давящий на металлическое острие, упирающееся в кожу, или же сила сдавливания складки кожи щипцами.
В некоторых алгезиметрах чувствительность кожи определяется при помощи электрического тока, раздражающего кожу и причиняющего боль.
Первый прибор изобрел Бьернштрем. Он представлял собой щипцы, которыми сдавливали кожу и собственно с этими щипцами была соединена шкала, которая определяла болевой порог. В настоящее время есть Норвежский прибор с одноимённым названием.
Предназначен в основном для врачей-анестезиологов.